# 후쿠하라 아이
후쿠하라 아이(일본어: 福原 愛, 1988년 11월 1일~)는 일본의 탁구 선수이다. 와세다 대학 스포츠 과학부를 중퇴했으며 전일본공수(ANA) 소속이다. 어린 시절부터 천재 탁구소녀로 불리며 성장했고 현재 일본 올림픽 위원회 강화 캠페인 적용 선수이다.
일본 탁구선수 최초로 올림픽 4회 연속 출전했다.
2004년 아테네 올림픽, 2008년 베이징 올림픽, 2012년 런던 올림픽에 출전했고, 2016년 리우 올림픽 일본대표로 선발되었다.